# Alice Lightner Hopf
Alice Martha Lightner Hopf (geboren am 14. Oktober 1904 in Detroit; gestorben am 3. Februar 1988 in Upper Black Eddy, Bucks County, Pennsylvania) war eine amerikanische Schriftstellerin, die als A. M. Lightner Science-Fiction für Jugendliche schrieb.

## Leben
Lightners Vater war der Anwalt Clarence Ashley Lightner, ihre Mutter die Theaterautorin Frances McGraw. Nach dem Besuch der Westover School in Middlebury, Connecticut studierte sie ab 1923 am Vassar College in Poughkeepsie, wo sie 1927 mit dem Bachelor abschloss. 1935 heiratete sie Ernest Joachim Hopf, mit dem sie einen Sohn hatte. Seit 1951 war sie freie Schriftstellerin.
Sie hatte bereits 1928 einen Gedichtband veröffentlicht, ihre erste professionell veröffentlichte Kurzgeschichte war A New Game, eine SF-Geschichte für Jugendliche, die 1959 in Boy’s Life erschien.
In den folgenden Jahren veröffentlichte sie unter ihrem Geburtsnamen A. M. Lighter eine Reihe von SF-Romanen für Jugendliche und unter ihrem Ehenamen Alice L. Hopf eine Reihe von populären Tier-Sachbüchern für Jugendliche. Schwerpunkte waren hier Lepidopterologie und Ökologie, außerdem eine neunbändige Reihe mit „Biografien“ von Vertretern verschiedener Tierarten, sowie eine dreibändige Reihe über die wilden Verwandten der Haustiere Hund, Katze und Pferd.
1972 und 1973 wurde sie von der National Science Teachers Association ausgezeichnet.
Lightners erfolgreichster SF-Roman The Day of the Drones (1969) war ursprünglich für erwachsene Leser konzipiert, wurde aber so von den Verlagen nicht angenommen. Erst, als die Verlegerin eines ihrer Jugendbücher sich für die Geschichte begeisterte, schrieb sie das Buch für jugendliche Leser um.
Es handelt in einer postapokalyptischen Zukunft, in der es einer Gruppe von afrikanischen Überlebenden gelungen ist, wieder eine Zivilisation aufzubauen, wobei Technik tabuisiert und eine strikte genetische Kontrolle ausgeübt wird, wozu das Aussetzen weißhäutiger Babys gehört. Bei einer Expedition in das Gebiet des ehemaligen Englands kommen sie in Kontakt mit den barbarischen Stämmen dort, die sich in einer matriarchalischen Gesellschaft ähnlich einem Bienenstaat organisiert haben.
Es ist neben Margot Bennetts The Long Way Back und Georg Zauners Der verbotene Kontinent ein weiterer Roman, in der Schwarzafrikaner als Überlebende eines Atomkrieges zwischen Ost und West zu Trägern einer neuen Zivilisation werden.
Laut Francis J. Molson muss The Day of the Drones – als Die Tage der Drohnen auch ins Deutsche übersetzt – als eines der relativ wenigen herausragenden Beispiele von SF für Jugendliche gelten.

## Bibliografie
Gedichte (als A. M. Lightner)
- The Pillar and the Flame (1928)

Science-Fiction für Jugendliche (als A. M. Lightner)
- The Rock of Three Planets (1963)
- The Planet Poachers (1965)
- Doctor to the Galaxy (1965)
  - Deutsch: Der Planetendoktor. Moewig (Terra Nova #59), 1969.
- The Galactic Troubadours (1965)
  - Deutsch: Rebellen der Galaxis. Bastei Lübbe Science Fiction Taschenbuch #26, 1973, ISBN 3-404-00107-9.
- The Space Plague (1966)
- The Space Olympics (1967)
- The Space Ark (1968)
  - Deutsch: Die Weltraum-Arche. Moewig (Terra Nova #75), 1969.
- The Day of the Drones (1969)
  - Deutsch: Die Tage der Drohnen. Moewig (Terra Nova #95), 1969.
- The Walking Zoo of Darwin Dingle (1969)
  - Deutsch: Gangster, Schlangen, Skorpione. Übersetzt von Alexa Wienand. Engelbert-Verlag, Balve (Sauerland) 1973, ISBN 3-536-01109-8.
- The Thursday Toads (1971)
- Gods or Demons? (1973)
- Star Dog (1973)
- The Space Gypsies (1974)
- Star Circus (1977)

Kurzgeschichten:
- A New Game (1959)
- A Great Day for the Irish (1960)
- Best Friend (1961)
- The Mars Jar (1966)
- Time’s Angry Man (1973)
- Tigger (1976)

Jugendsachbücher (als Alice Lightner Hopf)
- Monarch Butterflies (1965)
- Wild Traveler: The Story of a Coyote (1967)
- Earth’s Bug-Eyed Monsters (1968)
- Butterfly and Moth (1969)
- Carab, The Trap-Door Spider (1970)
- Biography of an Octopus [a Rhino, an Ostrich, an Ant, an Armadillo, an American Reindeer, a Giraffe, a Snowy Owl, a Komodo Dragon] (9 Bde., 1971–1981)
- Misunderstood Animals (1973)
- Wild Cousins of the Dog [Cat, Horse] (3 Bde., 1973–1977)
- Misplaced Animals and Other Living Creatures (1975)
- Animal and Plant Life Spans (1978)
- Animals That Eat Nectar and Honey (1979)
- Nature’s Pretenders (1979)
- Pigs Wild and Tame (1979)
- Whose House Is It? (1980)
- Bugs, Big and Little (1981)
- Strange Sex Lives in the Animal Kingdom (1981)
- Chickens and Their Wild Relatives (1982)
- Hyenas (1983)
- Bats (1985)
- Spiders (1990)